# Strzelanina w Daruvarze
Strzelanina w Daruvarze – strzelanina, do której doszło 22 lipca 2024 w domu opieki w chorwackim mieście Daruvar. Uzbrojony w broń palną Krešimir Pahoki, 51-letni weteran wojny w Chorwacji z lat 90., otworzył ogień do pensjonariuszy i pracowników ośrodka, zabijając 6 osób (w tym swoją matkę, która była jedną z pensjonariuszek ośrodka) i raniąc 6 innych osób. Wkrótce po ucieczce z miejsca zdarzenia został zatrzymany przez policję w pobliskiej kawiarni. Napastnik cierpiał na traumę powojenną oraz miał problemy z nadużywaniem alkoholu.

## Przebieg
Strzelanina wydarzyła się ok. 10:10, gdy uzbrojony w pistolet sprawca wszedł do domu opieki społecznej i otworzył ogień w stronę personelu oraz pensjonariuszy. 5 osób zginęło na miejscu, kolejna zmarła w szpitalu w wyniku odniesionych obrażeń. Wśród ofiar była także matka napastnika (była pensjonariuszką ośrodka od ok. 10 lat). W zdarzeniu rannych zostało 6 następnych osób, z czego 4 ciężko. Po zbrodni sprawca uciekł do pobliskiej kawiarni, gdzie został następnie zatrzymany przez policję.

## Reakcje
Chorwacki prezydent Zoran Milanović nazywał atak dzikim i bezprecedensowym przestępstwem oraz wezwał do ograniczenia dostępu do broni w Chorwacji. Premier Chorwacji Andrej Plenković nazwał strzelaninę monstrualnym atakiem i złożył kondolencje rodzinom ofiar.